# Posejnele (wieś)
Posejnele – wieś w Polsce położona w województwie podlaskim, w powiecie sejneńskim, w gminie Giby. 
| SIMC    | Nazwa       | Rodzaj    |
| ------- | ----------- | --------- |
| 1011299 | Czarne Kąty | część wsi |
| 1011359 | Konna Linia | część wsi |

W latach 1975–1998 miejscowość administracyjnie należała do województwa suwalskiego. Położona nad jez. Pomorze.

## Historia
Wieś Posejnele stanowiła niegdyś część majątku Sejna, założonego między 1547 a 1561. Kiedy tworzono miasto Berżniki, dobra te oddano Andrzejowi Bujwidowi-Stryszce, namiestnikowi berżnickiemu. Graniczyły one później z dobrami Dominikanów sejneńskich. W XVIII w. w Posejnelach mieszkali bojarzy. Nie podlegali pańszczyźnie, lecz płacili czynsze.
Niedaleko od Posejneli znajduje się wzgórze porośnięte lasem, zwane grodziskiem. Znaleziono tam ślady osadnictwa z III – II w. p.n.e., a także średniowieczne ślady Jaćwingów. Owo 12-metrowe wzgórze z jednej strony opływa rzeka Marycha, zaś z drugiej było zaopatrzone w fosę. Dostęp do niego znajdował się najprawdopodobniej w części południowo-zachodniej, gdzie można odnaleźć resztki konstrukcji palisadowej (być może strażnicy). Pozostałością zabudowy są także wały o konstrukcji przekładkowej z gałęzi i piasku.

## Lokalizacja

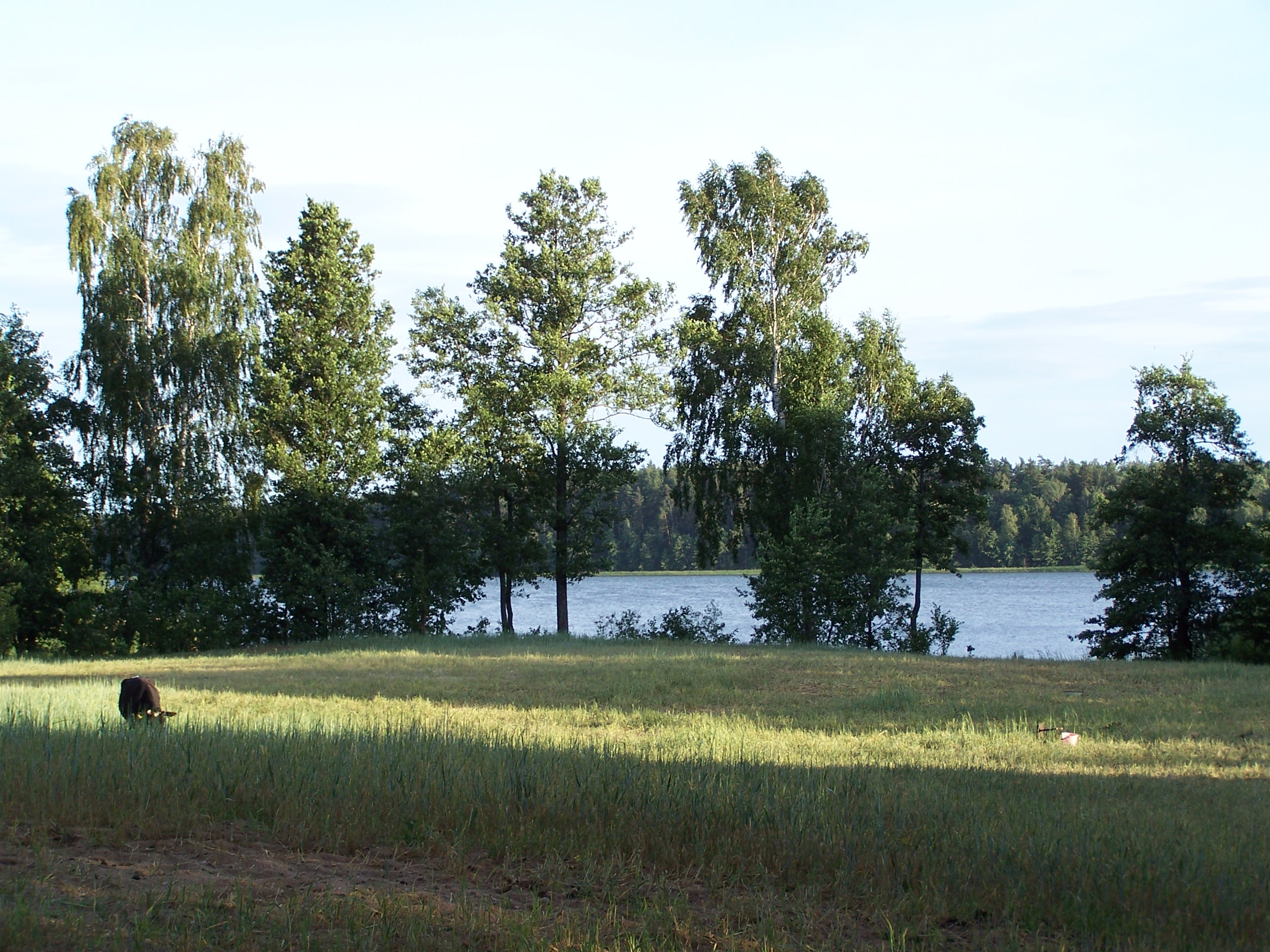
Pole nad brzegiem jeziora Pomorze

Miejscowość jest położona w malowniczej okolicy, na skraju Puszczy Augustowskiej. W pobliżu znajduje się kilka rezerwatów przyrody, m.in. z żeremiami bobrów i tokowiskami głuszców. Natomiast w samej miejscowości jest zlokalizowany rezerwat „Pomorze”, chroniący stare drzewa (zabytki przyrody). W rejonie wsi są trzy małe jeziora: Świerszczeń, Samań i Dowcień oraz jedno duże – Pomorze. Najbliższym miasteczkiem są oddalone o ok. 7 km powiatowe Sejny.

## Charakterystyka
Wieś stanowi ok. 20. gospodarstw, głównie rolnych, w większości których prowadzona jest także działalność agroturystyczna. Znajdują się w niej również ośrodek wypoczynkowy nad jez. Pomorze oraz leśniczówka. Miejscowość jest pozbawiona jakiegokolwiek zaplecza handlowo-usługowego. Najbliższe sklepy, poczta, apteka oraz przystanki autobusowe znajdują się w odległości ok. 3 km, w gminnej wsi, Giby.